# Carex leptopoda
Carex leptopoda är en halvgräsart som beskrevs av Kenneth Kent Mackenzie. Carex leptopoda ingår i släktet starrar, och familjen halvgräs. Inga underarter finns listade i Catalogue of Life.